# コンロンソウ
コンロンソウ（崑崙草、学名: Cardamine leucantha）は、アブラナ科タネツケバナ属の多年草。

## 特徴
根茎は細長く、地中を水平に伸ばして分枝し、大きな群落をつくる。茎は細く直立し、軟らかい短毛が生え、上部は分枝して高さ25-70cmになる。葉は4-7個が互生し、長い葉柄があり、葉柄の基部は耳状にならない。葉身は奇数羽状複葉になり、小葉は5-7個、長楕円状披針形で長さ4-10cm、幅1-3cm、先端は鋭突頭、縁は不規則な先のとがった鋸歯があり、基部はくさび形になる。小葉の両面に毛が生え、頂小葉には短い小葉柄があるが、側小葉に小葉柄はない。
花期は4-7月。茎先に総状花序をつけ、白色の十字形の4弁花を多数つける。萼片は長楕円形で長さ2.5-3.5mm、淡緑色で、背面に毛が生える。花弁は倒卵形から長倒卵形で、基部は狭くなり、萼片の2倍以上の長さになり、5-10mm。雄蕊は6個のうち4個が長い。雌蕊は1個。総状花序は花後に長く伸びる。果実は長角果で線形、無毛かまばらに毛が生え、長さ1.6-3cm、幅1-1.5mmになる。果柄は長く、開出するか斜上する。長角果が熟すると果皮が2片に裂開し、種子を弾き飛ばす。種子は褐色で楕円形、長さ約2mm、幅約1mmになる。染色体数は2n=16。

## 分布と生育環境
日本では、南千島、北海道、本州、四国、九州に分布し、山地の湿った場所や谷川沿いの水湿地に生育する。半ば日陰の土地に見られる。世界では、朝鮮半島、中国大陸、モンゴル、アムール、ウスリー、オホーツク海西岸地方、サハリンに分布する。

## 名前の由来
和名コンロンソウは、「崑崙草」の意。牧野富太郎 (1940) は、『牧野日本植物圖鑑』において、「和名崑崙草ハ何故斯ク名ケシ乎不明ナリ」と述べている。コンロンソウの名は古くからある名前で、1856年（安政3年）に出版された飯沼慾斎の『草木図説』前編20巻中第12巻に「コンロンサウ」がある。
「崑崙草」の「崑崙」の意味は、一般的には、この白い花を中央アジアの崑崙山脈の雪にたとえたものとされるが、『野草の名前』の著者である高橋勝雄は、この説を紹介しながらもそれを否定し、南シナ海の伝説上の島国「崑崙島」のことであり、そこに住む崑崙坊の褐色の肌がコンロンソウの熟した果実の色に似るためではないか、という考えを紹介している。
種小名（種形容語）leucantha は、「白い花の」の意味。

## 種の保全状況評価
国（環境省）のレッドデータブック、レッドリストでの選定はない。都道府県のレッドデータ、レッドリストの選定状況は次の通り。東京都-絶滅危惧IA類(CR)、神奈川県-絶滅危惧IA類(CR)、石川県-準絶滅危惧(NT)、山梨県-準絶滅危惧(NT)、愛知県-絶滅危惧IB類(EN)、三重県-準絶滅危惧(NT)、佐賀県-絶滅危惧II類。

## 利用
若葉や茎先を摘み、おひたしやバター炒めとして食す。植物生態学者で『食べられる野生植物大事典』の著者である橋本郁三は、咲き始めのつぼみを茎先ごと摘み取って、塩湯をさっとくぐらせ、水をきって一夜漬けにするとおいしいという。

## 分類
同属のヒロハコンロンソウ C. appendiculata に似る。同種の小葉は卵形から卵状楕円形で先端は鋭頭、幅がやや広く、小葉の表面にのみ毛が生え、葉柄の基部が耳状になって茎を抱く。一方、コンロンソウの小葉は長楕円状披針形で先端は鋭突頭、小葉の両面に毛が生え、葉柄の基部は耳状にならず茎を抱かない。

## ギャラリー

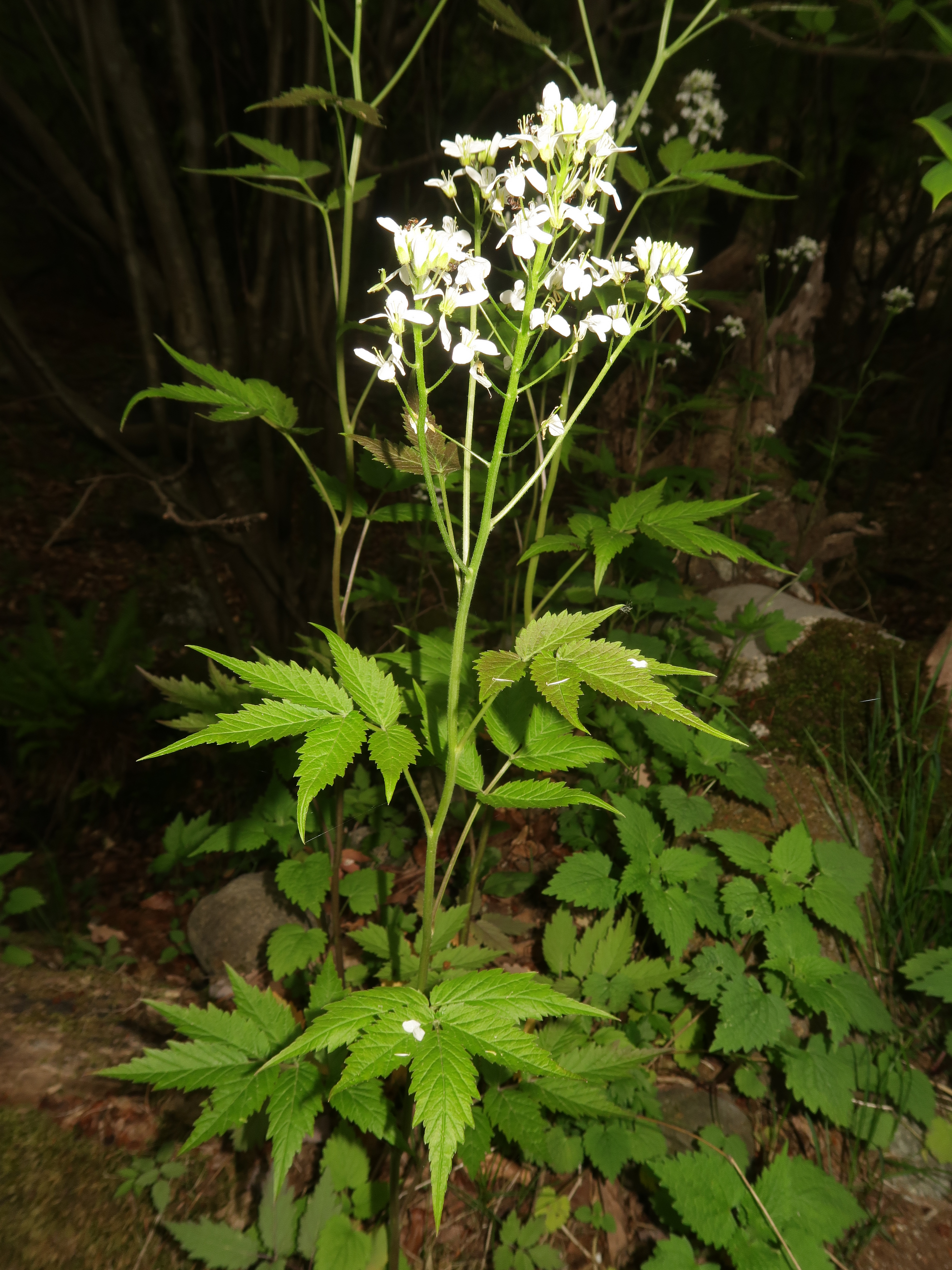
茎は細く直立し、茎先に総状花序をつけ、白色の十字形の4弁花を多数つける。
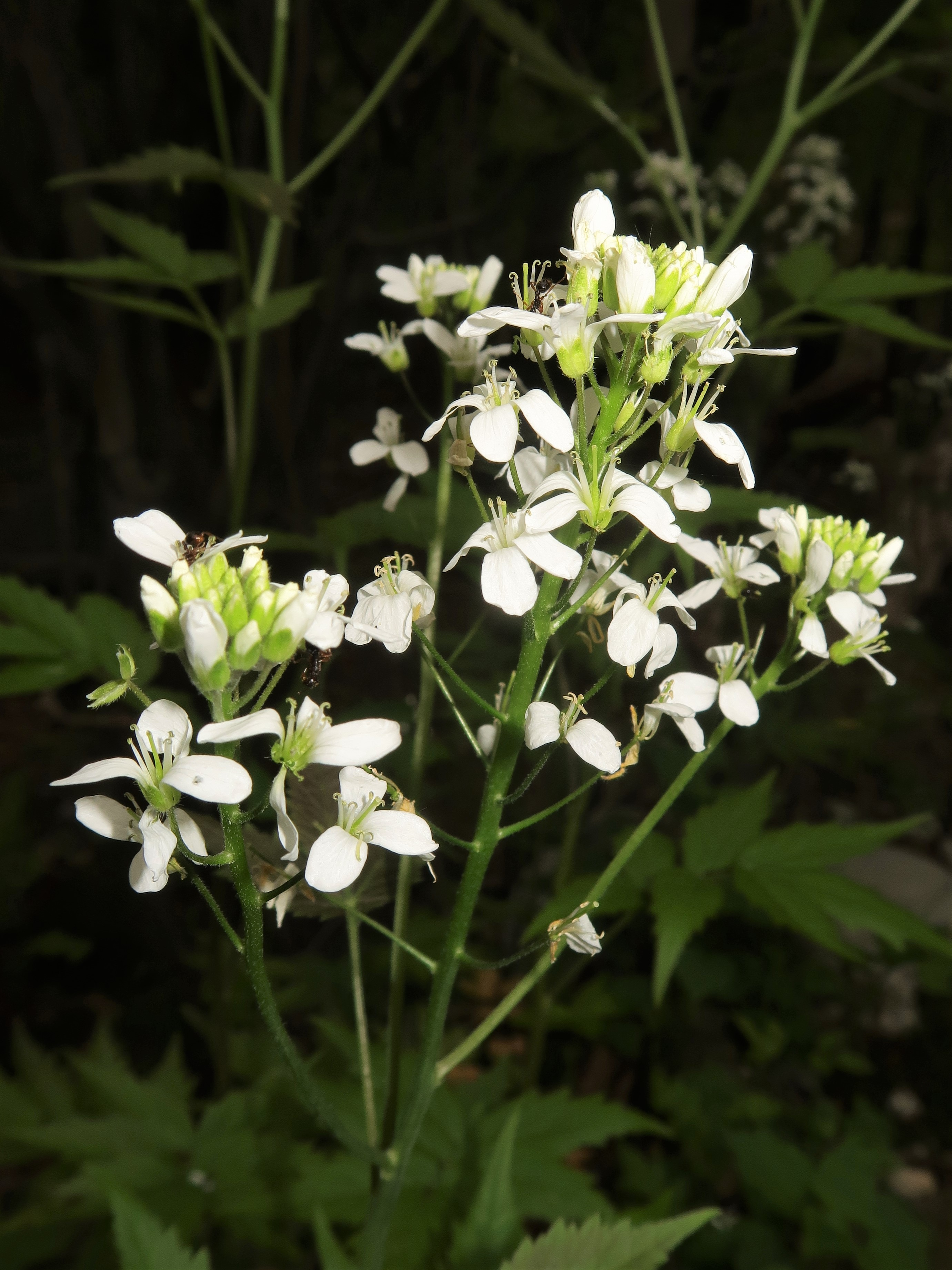
萼片は淡緑色で、背面に毛が生える。花柄にも毛が生える。
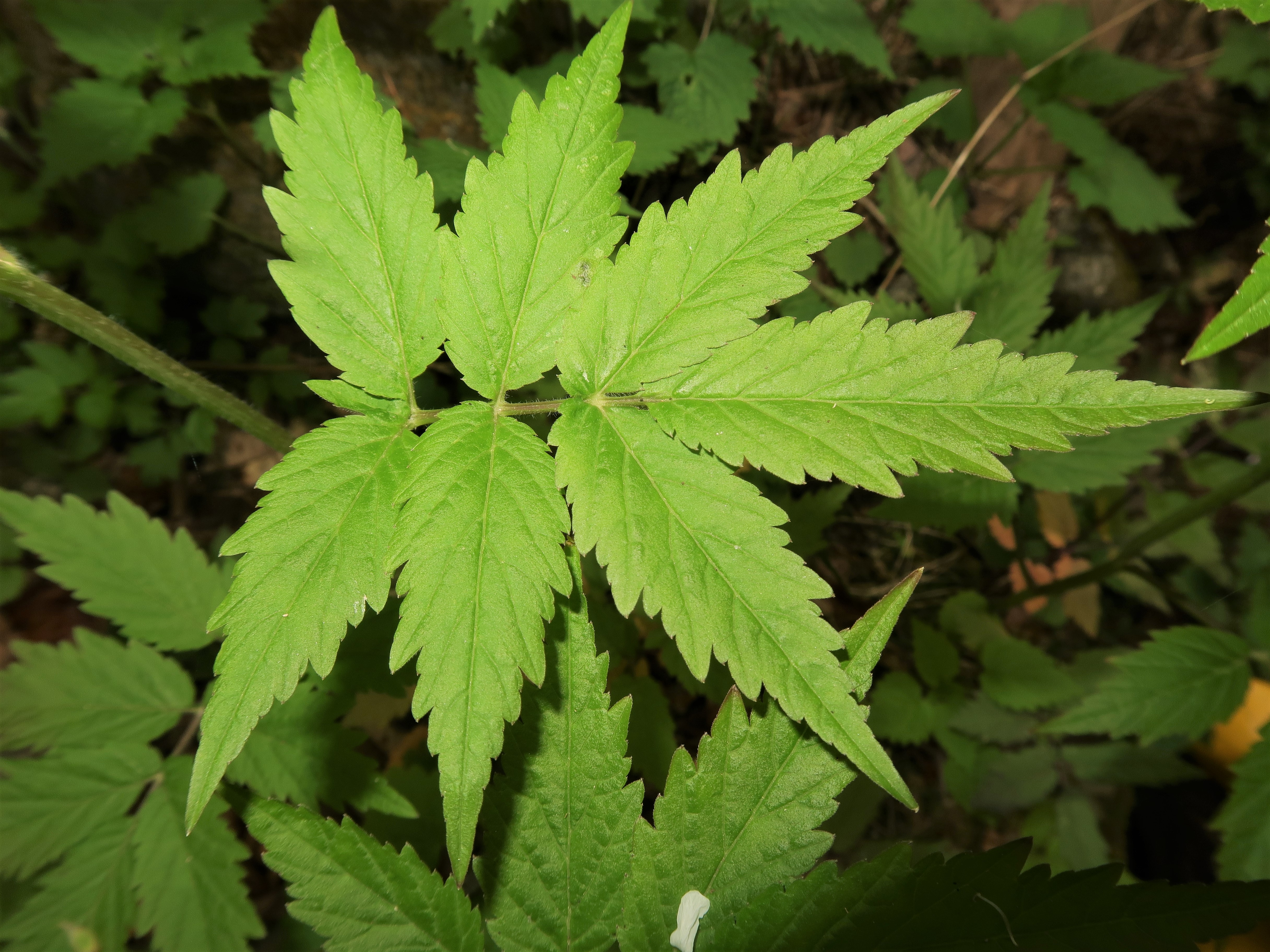
小葉は7個、長楕円状披針形で、先端は鋭くとがる。頂小葉には短い小葉柄があるが、側小葉に小葉柄はない。
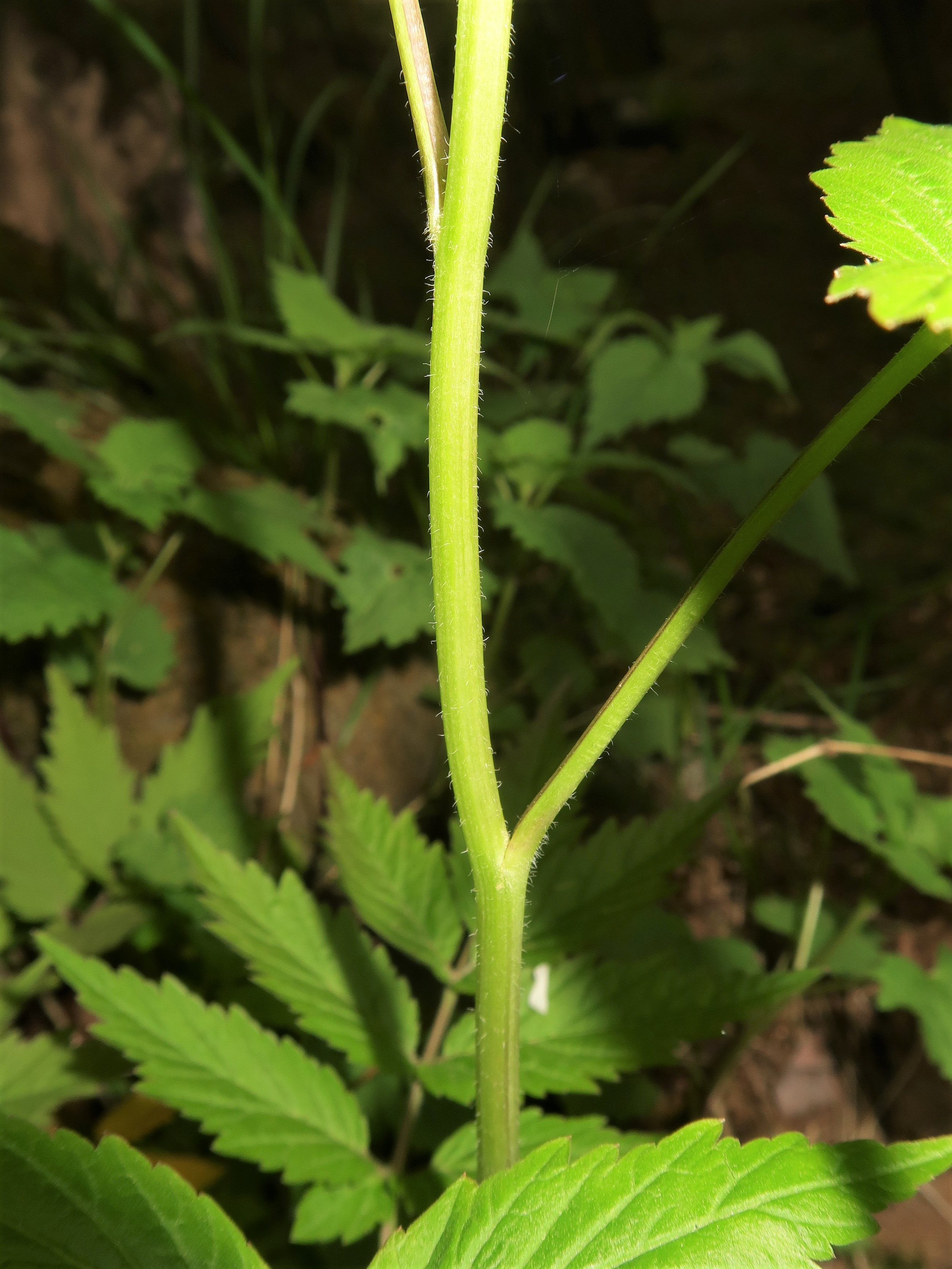
茎に軟らかい短毛が生え、葉柄の基部は茎を抱かない。